# Adolfo Fumagalli

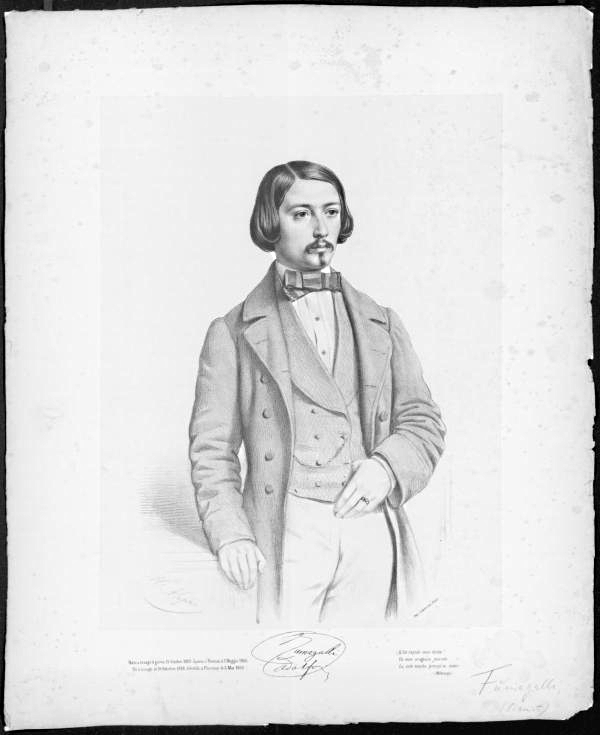
Adolfo Fumagalli, litografi av Marie-Alexandre Alophe.

Adolfo Fumagalli, född den 19 oktober 1828 i Inzago, död den 3 maj 1856 i Florens, var en italiensk pianist och komponist.
Fumagalli skrev pianokompositoner som av samtiden ansågs briljanta. 